# Mahan (Iran)
Māhān (farsi ماهان) è una città dello shahrestān di Kerman, circoscrizione di Mahan, nella provincia di Kerman. Aveva, nel 2006, una popolazione di 16.787 abitanti. 
La città è nota per il mausoleo di Shāh Ni'matullāh-i Walī, poeta sufi e fondatore dell'ordine dei "Nimatollahi". E per il giardino Shazdeh (Bagh-e Shahzadeh, باغ شازده) che si trova a 6 km dalla città.